# CVVT
Continuous Variable Valve Timing afgekort met CVVT is een systeem van de Zuid-Koreaanse automerk Hyundai.

## Werking
Het CVVT-systeem is een mechanische klepbediening (met olie) die met ketting of riem aangedreven wordt. De bedoeling is dat de motor zuiniger en minder vervuilend is.